# Human (película de 2015)
Human es un documental de 2015 dirigido por Yann Arthus-Bertrand.

## Argumento
El documental presenta a través de 188 minutos un cuadro sobre la humanidad en el presente, combinando imágenes y el testimonio de personas de todo el mundo que reflexionan sobre diversas situaciones de vida.
El tiempo de rodaje se extendió por 2 años, y su realizador usó como base entrevistas hechas a más de 2000 personas en 65 países. Para su edición, fueron elegidas un total de 110. Protagonistas directos de muy diversas situaciones, los participantes aportan emotivas y profundas reflexiones sobre temas de importancia universal como la guerra, la pobreza, la homofobia, la migración, el medioambiente, entre otros. El documental es un ejercicio reflexivo que aborda al ser humano en su doble dimensión, de individuo e integrante perteneciente a una comunidad. 
Entre los entrevistados, fueron seleccionados los testimonios de algunas personalidades conocidas como Bill Gates, Ban Ki-moon, Cameron Diaz o el expresidente uruguayo José Mujica.

## Producción
La película fue financiada por la Fundación Bettencourt Schueller.

## Distribución y promoción
La Fundación GoodPlanet está manejando la distribución internacional de la película.